# Eugeniusz Jędrzejewski
Eugeniusz Jędrzejewski (ur. 1 stycznia 1928 w Krzyżanowicach, zm. 2 lipca 1998) – polski działacz państwowy i samorządowy, kombatant, były przewodniczący Prezydium Powiatowej Rady Narodowej w Kozienicach, w latach 1975–1987 wicewojewoda radomski.

## Życiorys
Synem Antoniego i Florentyny. W okresie okupacji działał w 2 Brygadzie Armii Ludowej „Świt” (w ramach IV Rejonu III Obwodu Radomsko-Kieleckiego). W 1943 brał udział w likwidacji linii telefonicznej, w walkach z Niemcami między Krzyżanowicami a Walentynowem i niszczeniu akt w urzędzie gminy Iłża. W lipcu 1944 wraz ze zgrupowaniem Batalionów Chłopskim brał udział w rozbrojeniu niemieckiej dywizji w Chwałowicach. Pod pseudonimem „Tom” kolportował prasę podziemną i był łącznikiem. W styczniu 1945 aresztowany przez Gestapo, uwięziony w Kielcach, jednak udało mu się zbiec w trakcie przepędzania do Krakowa.
Po zakończeniu wojny powrócił do rodzinnej wsi, podjął naukę w średniej szkole zawodowej. Pracował jako robotnik w fabryce maszyn Kindta w Radomiu i jako inspektor pracy w Odlewniach Radomskich. W 1950 ukończył kurs w Ministerstwie Pracy i Opieki Społecznej, a w 1970 zaocznie socjologię w Wyższej Szkole Nauk Społecznych przy KC PZPR. Odbył też kurs w departamencie kadr Ministerstwa Obrony Narodowej (1974). Od 1950 zatrudniony w Prezydium Miejskiej Rady Narodowej w Radomiu jako inspektor pracy, kierownik wydziału i zastępca przewodniczącego Prezydium MRN. Później pełnił funkcję przewodniczącego Prezydium Powiatowej Rady Narodowej w Kozienicach, a od lipca 1975 do 1987 zajmował stanowisko wicewojewody radomskiego. Podczas protestów radomskiego czerwca 1976 uczestniczył w rozmowach z robotnikami. Należał do zespołu nadzorującego radomski odcinek podróży apostolskiej Jana Pawła II do Polski w 1987. W 1989 ubiegał się o mandat posła z puli PZPR w okręgu nr 81, zajmując ostatnie miejsce wśród kandydatów tej partii.
Działał w organizacjach społecznych i kombatanckich, a także związkach zawodowych. Był przewodniczącym wojewódzkich oddziałów Związku Bojowników o Wolność i Demokrację (od 1978), Związku Kombatantów RP i Byłych Więźniów Politycznych (do 1998), Polskiego Komitetu Pomocy Społecznej oraz Wojewódzkiego Komitetu Ochrony Pomników Walki i Męczeństwa. Należał także do Ligi Obrony Kraju oraz był w 1964 współzałożycielem Radomskiego Towarzystwa Naukowego (został następnie jego członkiem honorowym).
4 lipca 1998 został pochowany na Cmentarzu Komunalnym w Radomiu.

## Odznaczenia
Został odznaczony m.in. Krzyżem Kawalerskim (1972), Oficerskim (1979) i Komandorskim (1987)Orderu Odrodzenia Polski, Srebrnym (1959) i Złotym (1964) Krzyżem Zasługi, a także Medalem Opiekuna Miejsc Pamięci Narodowej i Odznaką za Zaslugi dla Związku Kombatantów RP.